# 新垣世璋
新垣世璋（琉球語：／ ；日语：／ Arakaki Seishō；1840年—1920年）是活躍於琉球王國第二尚氏王朝末期和日本沖繩縣時期的唐手武術家。為唐手中「那霸手」的代表人物之一。

## 生平
新垣世璋於1840年出生於那霸的東若狹町，是久米村林氏新垣家的後代，綽號「貓新垣」（琉球語：／ ）、「新垣小」（琉球語：／ ）。他位階為親雲上，因此在第二尚氏王朝期間，他被稱作新垣親雲上世璋（琉球語：／ ）。
新垣世璋師從於久米村的鄭氏屋部親雲上學習唐手。1866年3月24日，冊封尚泰王的使者趙新、于光甲到達琉球時，在首里崎山的王家別邸御茶屋御殿舉行的祝賀會上，新垣世璋曾奉命表演了唐手中的「十三步」、「四向戰」、「交手（組手）」等型。同年9月以唐通事（漢語翻譯官）身份隨進貢使毛文彩赴清朝。途經福州時曾向如如哥學習白鶴拳。
新垣世璋的著名弟子有富村筑登之親雲上、慎善熙（東恩納寬量）等人。新垣派最出名的型有二十四步、雲手、壯鎮等，為糸東流的摩文仁賢和、剛柔流的喜納正興（宮城長順的弟子）以及本部朝勇所轄的一些道場所傳承。